# Погодин (хутор)
Погодин — хутор в  Суровикинском районе Волгоградской области. Входит в Лысовское сельское поселение.

## География
На хуторе имеются две улицы — Колхозная и Озерная.
К востоку хутор огибает пересыхающее озеро.

## Население
| 2010 |
| ---- |
| 102  |

Население хутора в 2002 году составляло 150 человек.